# Listă de conducători de stat din 1218
1214 - 1215 - 1216 - 1217 - 1218 - 1219 - 1220 - 1221 - 1222
Aceasta este o listă a conducătorilor de stat din anul 1218:

## Europa
- Ahaia: Geoffroi I de Villehardouin (principe, 1209-între 1228 și 1229)
- Almohazii: Abu Iakub Iusuf al II-lea al-Mustansir ibn Muhammad an-Nasr (emir din dinastia Almohazilor, 1214-1224)
- Anglia: Henric al III-lea (rege din dinastia Plantagenet, 1216-1272)
- Aragon: Iacob I Cuceritorul (rege din dinastia de Barcelona, 1213-1276)
- Austria: Leopold al VI-lea Gloriosul (duce din dinastia Babenberg, 1198-1230)
- Bavaria: Ludovic I (duce din dinastia de Wittelsbach, 1183-1231)
- Bosnia-Herțegovina, statul Zahumlja: Petru (duce, 1198-1227)
- Brabant: Henric I cel Evlavios (duce, 1190-1235)
- Brandenburg: Albrecht al II-lea (margraf din dinastia Askaniană, 1205-1220)
- Bretagne: Alice (ducesă, 1203-1221) și Petru I de Dreux Mauclerc (duce, 1213-1237)
- Bulgaria: Boril (țar din dinastia Asanizilor, 1207-1218) și Ioan Asan al II-lea (țar din dinastia Asanizilor, 1218-1241)
- Burgundia: Eudes al III-lea (duce din dinastia Capețiană, 1192-1218) și Hugues al IV-lea (duce din dinastia Capețiană, 1218-1272)
- Castilia: Ferdinand al III-lea cel Sfânt (rege, 1217-1252; ulterior, rege al Leonului, 1230-1252)
- Cehia: Premysl I Otakar (cneaz din dinastia Premysl, 1192-1193, 1197-1230; rege, din 1198)
- Champagne: Thibaud al IV-lea Postumul sau cel Mare (conte din casa de Blois-Champagne, 1201-1253; ulterior, rege al Navarrei, 1234-1253)
- Cipru: Hugues I (rege din dinastia de Lusignan, 1205-1218) și Henric I (rege din dinastia de Lusignan, 1218-1253)
- Constantinopol: Pierre de Courtenay (împărat, 1217-1218) și Yolanda de Hainaut (împărăteasă, 1217-1219)
- Danemarca: Valdemar al II-lea Victoriosul (rege din dinastia Valdemar, 1202-1241)
- Epir: Teodor Anghelos Ducas (despot din dinastia Anghelos, 1215-1230; împărat, din 1224)
- Flandra: Ioana de Constantinopol (contesă din dinastia de Hainaut, 1205-1244; totodată, contesă de Hainaut, 1205-1244) și Ferrand (conte din dinastia de Portugalia, 1212-1233; totodată, conte de Hainaut, 1212-1233)
- Franța: Filip al II-lea August (rege din dinastia Capețiană, 1180-1223)
- Germania: Otto al IV-lea de Braunschweig (rege din dinastia Welfilor, 1198-1214/1218; anterior, duce de Aquitania, 1196-1199; ulterior, împărat occidental, 1209-1214/1218) și Frederic al II-lea (rege din dinastia de Hohenstaufen, 1212-1250; anterior, rege al Siciliei, 1197-1250; ulterior, împărat occidental, 1220-1250; ulterior, rege al Ierusalimului, 1225/1229-1243)
- Gruzia: Gheorghe al IV-lea cel Strălucitor (rege din dinastia Bagratizilor, 1213-1222)
- Hainaut: Ioana de Constantinopol (contesă din casa de Flandra, 1205-1244; totodată, contesă de Flandra, 1205-1244) și Ferrand (conte din dinastia de Portugalia, 1212-1233; totodată, conte de Flandra, 1212-1233)
- Halici-Volânia: Coloman (principe din dinastia Arpadiană, 1214-1215, cca. 1216-cca. 1219)
- Imperiul occidental: Otto al IV-lea de Braunschweig (împărat din dinastia Welfilor, 1209-1214/1218; anterior, duce de Aquitania, 1196-1199; totodată, rege al Germaniei, 1198-1214/1218)
- Istria: Henric al II-lea (margraf din casa de Andechs, 1204-1228; totodată, margraf de Carniola, 1204-1228)
- Kiev: Mstislav al III-lea Romanovici (mare cneaz din dinastia Rurikizilor, 1214-1223)
- Leon: Alfonso al IX-lea (rege, 1188-1230)
- Lorena Superioară: Thibaut I (duce din casa Lorena-Alsacia, 1213-1220)
- Luxemburg: Ermesinde (contesă, 1198-1247)
- Mazovia și Kujawya: Konrad I (cneaz din dinastia Piasti, 1202-1247)
- Merania: Otto I (duce din casa de Andechs, 1204-1234; ulterior, conte palatin de Burgundia, 1208-1231; ulterior, margraf de Istria, 1228-1234; ulterior, margraf de Carniola, 1228-1234)
- Montferrat: Guglielmo al IV-lea (marchiz din casa lui Aleramo, 1207-1225)
- Navarra: Sancho al VII-lea cel Puternic (rege, 1194-1234)
- Norvegia: Haakon al IV-lea Haakonsson cel Bătrân (rege, 1217-1263)
- Olanda: Willem I (conte, 1203-1222)
- Ordinul teutonic: Hermann von Salza (mare maestru, 1210-1239)
- Polonia: Leszek I cel Alb (cneaz din dinastia Piasti, 1194-1198 sau 1199, 1201, 1202-1210, 1211-1227)
- Polonia Mare: Vladislav Laskonogi (cneaz din dinastia Piasti, 1202-1229; ulterior, cneaz în Polonia Mică, 1227-1228)
- Portugalia: Afonso al II-lea (rege din dinastia de Burgundia, 1211-1223)
- Savoia: Thomas I (conte, 1189-1233)
- Saxonia: Albrecht I (duce din dinastia Askaniană, 1212-1260)
- Saxonia: Dietrich Tiranul (margraf din dinastia de Wettin, 1197-1221)
- Scoția: Alexandru al II-lea (rege, 1214-1249)
- Serbia: Ștefan Prvovencani (mare jupan din dinastia Nemanja, 1196-1202, 1203-1228?, rege din 1217)
- Sicilia: Frederic I (rege din dinastia de Hohenstafen, 1197-1250; ulterior, rege al Germaniei, 1212-1250; ulterior, împărat occidental, 1220-1250; ulterior, rege al Ierusalimului, 1225/1229-1243)
- Spoleto: Dipold de Acerra (duce, 1209-1225)
- Statul papal: Honorius al III-lea (papă, 1216-1227)
- Suedia: Ioan I Sverkersson (rege din dinastia Sverker, 1216-1222)
- Toulouse: Simon al IV-lea de Montfort cel Puternic (conte, 1215-1218) și Raimond al VI-lea (conte, 1194-1215, 1218-1222)
- Transilvania: Ipoch (voievod, 1216-1217) și Raphail (voievod, 1217-1218)
- Ungaria: Andrei al II-lea (rege din dinastia Arpadiană, 1205-1235)
- Veneția: Pietro Ziani (doge, 1205-1229)
- Verona: Herman al V-lea (margraf din casa de Baden, 1190-1243; totodată, margraf de Baden, 1190-1243)
- Vladimir-Suzdal: Konstantin Vsevolodovici (mare cneaz, 1216-1218) și Iuri al II-lea Vsevolodovici (mare cneaz, 1212-1216, 1218-1238)

## Africa
- Almohazii: Abu Iakub Iusuf al II-lea al-Mustansir ibn Muhammad an-Nasr (emir din dinastia Almohazilor, 1214-1224)
- Ayyubizii din Egipt: al-Malik al-Adil I Saif ad-Din Abu Bakr Ahmad ibn Ayyub (Saphadin) (sultan din dinastia Ayyubizilor, 1199/1200-1218; sultan în Damasc, 1195/1196-1218; sultan în Alep, 1183-1186; sultan în Mayyafarikin și Djabal Sindjar, 1195-1200) și al-Malik al-Kamil I Nasr ad-Din Abu'l-Maali Muhammad ibn al-Adil (I) (sultan din dinastia Ayyubizilor, 1218-1238; ulterior, sultan în Damasc, 1238)
- Benin: Eweka I (obba, cca. 1200-?) (?) și Uwakhuahen (obba, ?-?) (?)
- Kanem-Bornu: Dunama al II-lea Dibbalemi (sultan, cca. 1210-cca. 1224)
- Mali: Nare fa Maghan (rege din dinastia Keyta, cca. 1200-1218) și Dangaran Tuma (rege din dinastia Keyta, 1218-1228)
- Marinizii: Abu Said Usman I ibn Abd al-Hakk (conducător din dinastia Marinizilor, 1217-1240)

## Asia

### Orientul Apropiat
- Antiohia: Raimond Ruben (principe, 1216-1219)
- Armenia Mică: Leon al II-lea (sau I) cel Mare (rege din dinastia Rubenizilor, 1186-1219)
- Ayyubizii din Alep: al-Malik al-Aziz al II-lea Ghias ad-Din Abu'l-Muzaffar Muhammad ibn az-Zahir (sultan din dinastia Ayyubizilor, 1216-1236)
- Ayyubizii din Damasc: al-Malik al-Adil I Saif ad-Din Abu Bakr Ahmad ibn Ayyub (sultan din dinastia Ayyubizilor, 1195/1196-1218; anterior, sultan în Alep, 1183-1186; ulterior, sultan în Egipt, 1199/1200-1218) și al-Malik al-Muazzam Șaraf ad-Din Isa ibn al-Adil (sultan din dinastia Ayyubizilor, 1218-1227)
- Ayyubizii din Egipt: al-Malik al-Adil I Saif ad-Din Abu Bakr Ahmad ibn Ayyub (Saphadin) (sultan din dinastia Ayyubizilor, 1199/1200-1218; sultan în Damasc, 1195/1196-1218; sultan în Alep, 1183-1186; sultan în Mayyafarikin și Djabal Sindjar, 1195-1200) și al-Malik al-Kamil I Nasr ad-Din Abu'l-Maali Muhammad ibn al-Adil (I) (sultan din dinastia Ayyubizilor, 1218-1238; ulterior, sultan în Damasc, 1238)
- Ayyubizii din Mayyafarikin și Djabal Sindjar: al-Malik al-Așraf I al-Muzaffar ad-Din Abu'l-Fath Musa ibn al-Adil (sultan din dinastia Ayyubizilor, 1210-1220; ulterior, sultan în Damasc, 1229-1237)
- Ayyubizii din Yemen: al-Malik al-Masud Salah ad-Din Iusuf ibn al-Kamil I (sultan din dinastia Ayyubizilor, 1215-1229)
- Bizanț, Imperiul de Niceea: Teodor I Lascaris (despot din dinastia Lascaris, 1204-1222; împărat, din 1208)
- Bizanț, Imperiul de Trapezunt: Alexios I (împărat din dinastia Marilor Comneni, 1204-1222)
- Califatul abbasid: Abu'l-Abbas Ahmad an-Nasir ibn al-Mustadi (calif din dinastia Abbasizilor, 1180-1225)
- Cipru: Hugues I (rege din dinastia de Lusignan, 1205-1218) și Henric I (rege din dinastia de Lusignan, 1218-1253)
- Constantinopol: Pierre de Courtenay (împărat, 1217-1218) și Yolanda de Hainaut (împărăteasă, 1217-1219)
- Ierusalim: Jean de Brienne (rege, 1210-1225; ulterior, împărat de Constantinopol, 1231-1237) și Isabela (Yolanda) de Brienne (regină, 1212-1228)
- Selgiucizii din Konya: Izz ad-Din Kai-Kaus I ibn Kai-Khusrau (sultan din dinastia Selgiucizilor, 1210-1219)

### Orientul Îndepărtat
- Birmania, statul Arakan: Letyagyi (rege din a doua dinastie de Pyinsa, 1210-1218) și Letyange (rege din a doua dinastie de Pyinsa, 1218-1229)
- Birmania, statul Pagan: Htilominlo (rege din dinastia Constructorilor de Temple, 1210-1234)
- Cambodgea, Imperiul Kambujadesa (Angkor): Indravarman al II-lea (împărat din dinastia Mahidharapura, 1215-1243)
- China: Ningzong (împărat din dinastia Song de sud, 1195-1224)
- China: Taizu (Ginghis Han, Temugin) (împărat din dinastia Yuan, 1206-1227)
- China, Imperiul Jurchenilor: Xuanzong (împărat din dinastia Jin, 1213-1223)
- China, Imperiul Xia de vest: Shenzong (împărat, 1211-1222)
- Coreea, statul Koryo: Kojong (Wang Ch'ol) (rege din dinastia Wang, 1214-1259)
- India, statul Chola: Rajaraja al III-lea (rege, 1216-1246)
- India, statul Delhi: Șams ad-Din al-Kutbi Iletmiș (sultan din dinastia Muizzilor, 1211-1236)
- India, statul Hoysala: Ballala al II-lea (rege, 1173-1220)
- Japonia: Juntoku (împărat, 1210-1221), Yoșitoki (regent din familia Hojo, 1205-1224) și Sanetomo (shogun din familia Minamoto, 1203-1219)
- Kashmir: Rajadeva (rege din dinastia Vopyadeva, 1213-1236)
- Mongolii: Ginghis Han (mare han, 1206-1227)
- Nepal, în Patan: Abhayamalla (rege din dinastia Malla, cca. 1216-1255)
- Sri Lanka: Magha (Kalinga Vijayabahu) (urzurpator, 1213/1214-1234/1235)
- Sri Lanka, statul Jaffna: Kalinga Segarajasekaran I (rege, 1215-1240)
- Vietnam, statul Dai Viet: Ly Hue-tong (rege din dinastia Ly târzie, 1210-1224)